# Mên-an-Tol
Mên-an-Tol är en fornlämning i Storbritannien.   Den ligger i grevskapet Cornwall och riksdelen England, i den södra delen av landet, 400 km väster om huvudstaden London. Mên-an-Tol ligger 192 meter över havet.
Terrängen runt Mên-an-Tol är huvudsakligen platt, men österut är den kuperad. Havet är nära Mên-an-Tol åt nordväst. Runt Mên-an-Tol är det ganska tätbefolkat, med 207 invånare per kvadratkilometer. Närmaste större samhälle är Penzance, 6,5 km sydost om Mên-an-Tol. Trakten runt Mên-an-Tol består i huvudsak av gräsmarker.